# Peter Van Petegem
Peter Van Petegem (* 18. Januar 1970 in Opbrakel) ist ein ehemaliger belgischer Radrennfahrer. Er gehört zu den erfolgreichsten Klassikerjägern seiner Generation.

## Karriere
Peter Van Petegem wurde 1991 belgischer Meister im Straßenrennen der Amateure und begann ab September 1991 als Stagiaire erste Erfahrungen bei den Profiteams zu sammeln. Seine Profikarriere startete er 1992 bei dem niederländischen Radsportteam von PDM. Ab 1993 fuhr er für das Lotto-Team und wechselte 1994 zum Team Trident. Von 1995 fuhr er für das niederländische Team TVM. 1997 und 1998 konnte er den flämischen Halbklassiker Omloop Het Volk für sich entscheiden. 1998 wurde er außerdem Zweiter bei der Straßenweltmeisterschaft in Valkenburg (Niederlande). Seinen endgültigen Durchbruch feierte van Petegem jedoch erst 1999 mit dem Gewinn der prestigeträchtigen Flandern-Rundfahrt.
Nach weiteren Siegen bei kleineren flämischen Rennen, so dem E3-Preis 1999, Kuurne–Brüssel–Kuurne 2001 sowie zum dritten Mal beim Omloop Het Volk 2002, feierte Van Petegem im Jahr 2003 seinen großen Erfolg: Als erster Fahrer seit Roger De Vlaeminck 1977 gewann er nacheinander die beiden Kopfsteinpflaster-Klassiker Flandern-Rundfahrt und Paris–Roubaix. Im Herbst 2003 konnte er in Kanada außerdem die Bronzemedaille der Straßenweltmeisterschaft gewinnen.
Nach der Saison 2007 beendete Van Petegem seine Karriere als Radrennfahrer. Sein letztes Rennen bestritt Van Petegem beim Grote Prijs Briek Schotte.
Im Februar 2011 wurde er vom Team Garmin-Cervélo als Berater für die Frühjahrsklassiker engagiert.
Unter anderem ihm zu Ehren wurde 2013 ein Eintagesrennen Grote Prijs Impanis-Van Petegem benannt.

## Wichtige Platzierungen
| Monument                 | 1993 | 1994 | 1995 | 1996 | 1997 | 1998 | 1999 | 2000 | 2001 | 2002 | 2003 | 2004 | 2005 | 2006 | 2007 |
| ------------------------ | ---- | ---- | ---- | ---- | ---- | ---- | ---- | ---- | ---- | ---- | ---- | ---- | ---- | ---- | ---- |
| Mailand–Sanremo          | –    | –    | 118  | 31   | –    | 7    | 7    | 30   | 13   | 15   | –    | 10   | –    | –    | –    |
| Flandern-Rundfahrt       | 97   | 17   | –    | 10   | 9    | 5    | 1    | 8    | DNF  | 3    | 1    | 16   | 3    | 4    | 59   |
| Paris–Roubaix            | 49   | –    | 53   | 35   | 28   | 17   | 25   | 2    | 24   | DNF  | 1    | 6    | DNF  | DSQ  | 23   |
| Lüttich–Bastogne–Lüttich | –    | –    | –    | –    | –    | 29   | DNF  | 91   | 13   | 7    | DNF  | 25   | –    | –    | –    |
| Lombardei-Rundfahrt      | –    | –    | –    | –    | –    | –    | –    | –    | –    | –    | –    | –    | –    | –    | –    |

| Weltmeisterschaft   | 1993 | 1994 | 1995 | 1996 | 1997 | 1998 | 1999 | 2000 | 2001 | 2002 | 2003 | 2004 | 2005 | 2006 | 2007 |
| ------------------- | ---- | ---- | ---- | ---- | ---- | ---- | ---- | ---- | ---- | ---- | ---- | ---- | ---- | ---- | ---- |
| StraßenrennenStraße | –    | –    | –    | DNF  | 37   | 2    | DNF  | 50   | DNF  | 18   | 3    | 28   | 33   | –    | –    |